# Sant Joan de les Abadesses
Sant Joan de les Abadesses és una vila i municipi de Catalunya situat al sud-est de la comarca del Ripollès i situat al centre-est de la regió de l'Alt Ter. Té una extensió de 53,7 km² i se situa en un entorn de vall prepirinenca a la llera del riu Ter. Compta amb un important patrimoni medieval vinculat al Monestir de Sant Joan de les Abadesses, a partir del qual s'originà la població que en prengué el nom.

## Entorn geogràfic i clima
- Llista de topònims de Sant Joan de les Abadesses (Orografia: muntanyes, serres, collades, indrets..; hidrografia: rius, fonts...; edificis: cases, masies, esglésies, etc).

Està situat al curs alt del Ter, a la vall del mateix nom, dominada al nord per la Serra Cavallera i el cim de Sant Antoni al sud. Té un clima mediterrani d'influència continental, de tipus prepirinenc oriental, amb precipitacions abundoses (valors mitjans anuals d'entre 900 i 1200 mm). Les temperatures són fredes a l'hivern, amb temperatures mitjanes de 3 °C a -3 °C, i suaus a l'estiu, entre 14 °C i 20 °C, amb una amplitud tèrmica important a la vall. El 79 % de la superfície del terme municipal està coberta per boscos, mentre que un 19 % l'ocupen conreus.

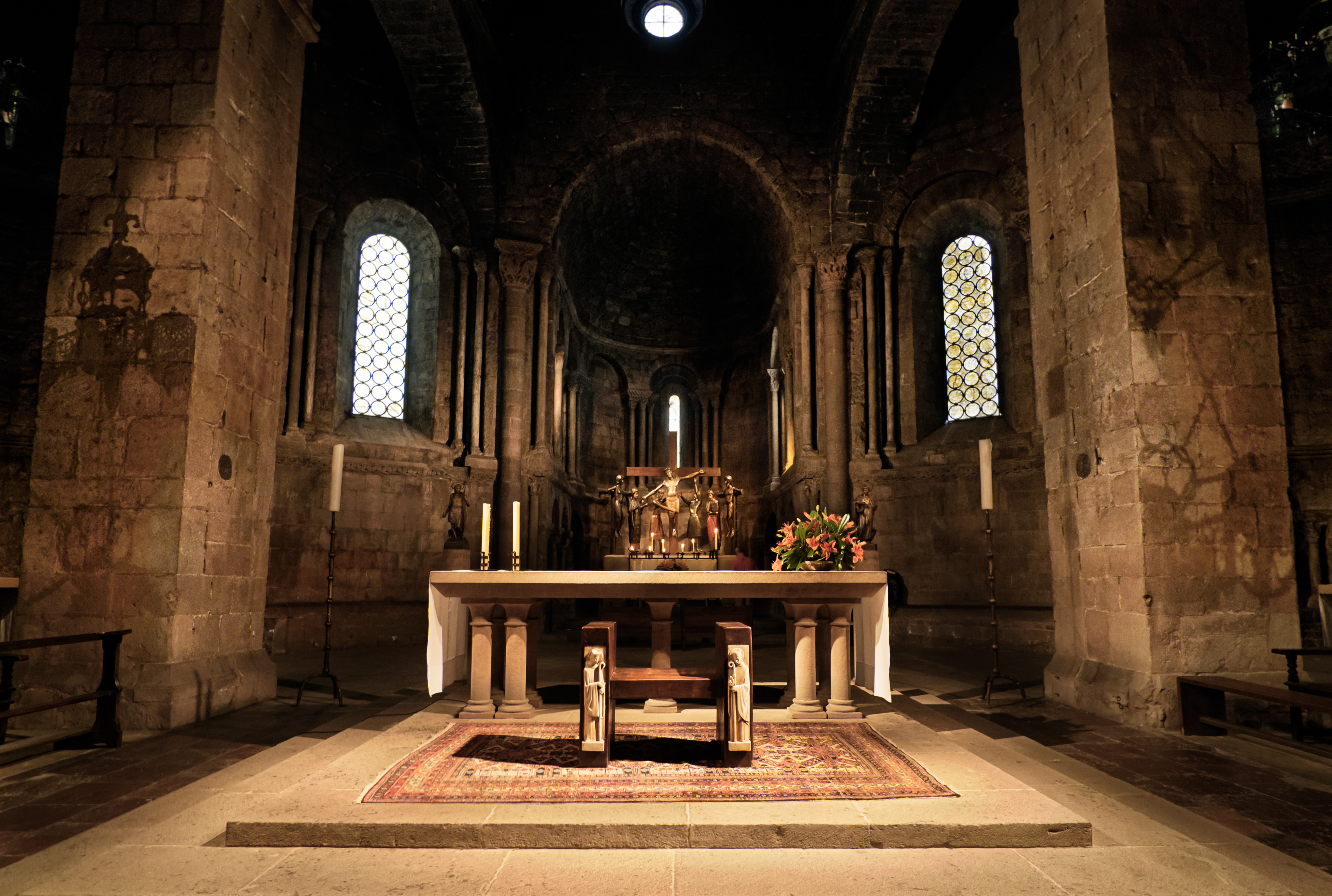
Interior del Monestir de Sant Joan de les Abadesses.

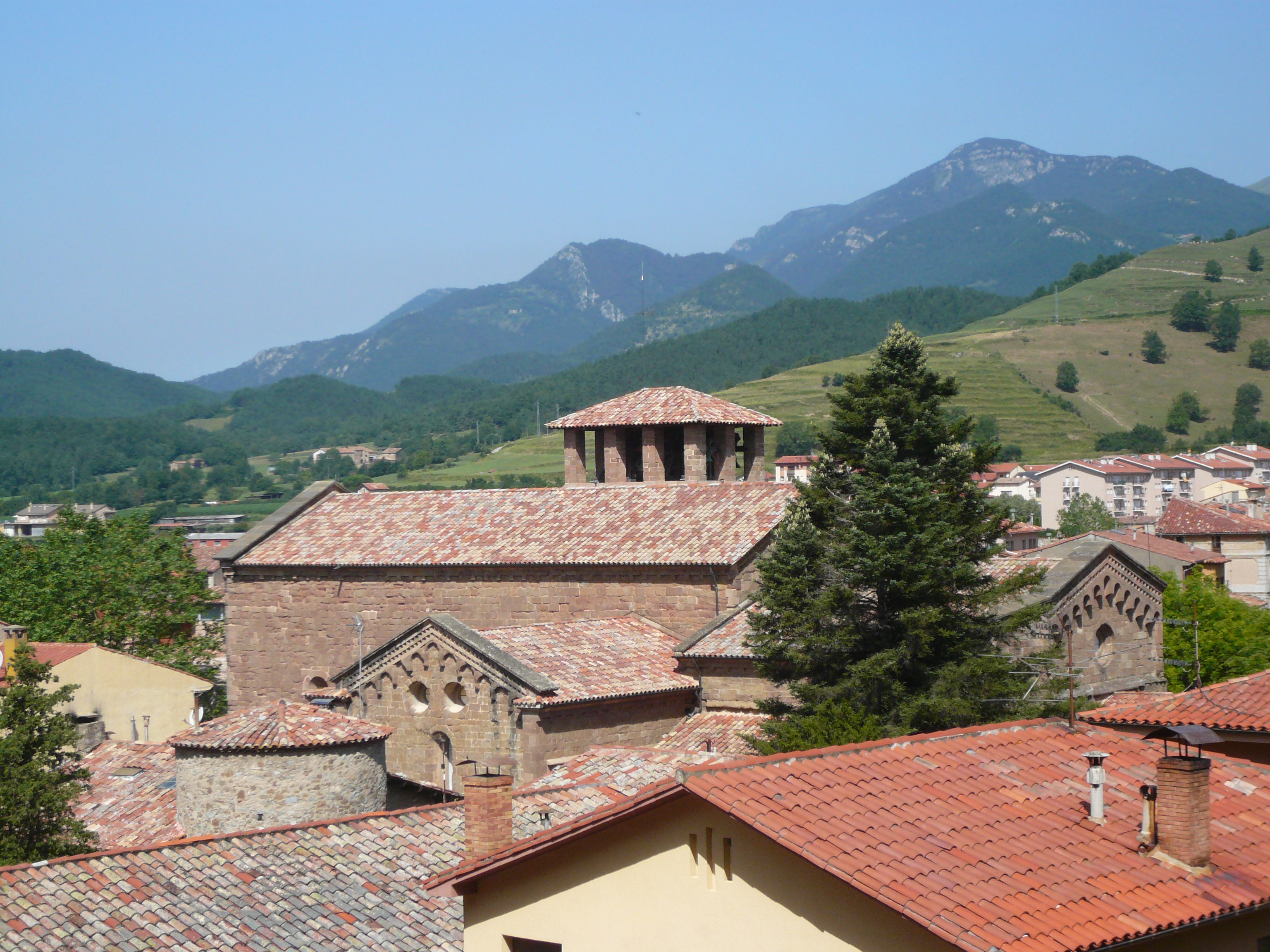
Panorama santjoaní amb vistes al Barri Vell i el Monestir.

## Història

### Prehistòria
El poblament a la vall de Sant Joan data d'èpoques prehistòriques, on les troballes arqueològiques demostren l'existència d'assentaments durant el Paleolític inferior (fa 200.000 anys aproximadament). Se sap ben poc de les èpoques posteriors i sembla que la romanització hi fou escassa, tot i que es coneix l'existència d'un ramal de la Via Augusta que remuntava la vall fins al Coll d'Ares.

### Edat mitjana
Els orígens del poble actual estan vinculats a la fundació del Monestir de Sant Joan de les Abadesses, consagrat l'any 887 per Guifré el Pelós. Aquest va ser el primer monestir femení de la Gòtia i la primera abadessa fou Emma de Barcelona, filla de Guifré. Es tractava d'una petita comunitat benedictina que va assolir una gran riquesa i tingué una activitat molt important durant el segle x. Tot i això només va perdurar fins a l'any 1017 quan les monges, acusades d'incomplir la regla per la qual es regien, van ser expulsades per una butlla del papa Benet VIII. Aquest episodi històric s'associaria amb el pas dels segles a la llegenda del Comte Arnau.
Amb l'expulsió de les abadesses s'inicia un període d'inestabilitat que s'acaba a inicis del segle xii amb el restabliment de la comunitat de canonges, sota l'orde de Sant Agustí, amb el suport de Ramon Berenguer III. Un dels primers abats agustinians fou Ponç de Monells, qui destacà per l'impuls de noves construccions: la nova església del monestir i la parroquial de Sant Pol. Així s'inicià una nova època d'esplendor del monestir, amb un augment del prestigi i l'activitat cultural que s'hi realitzava. Ens en donen fe la importància el seu arxiu i la troballa del cançoner trobadoresc.
Al redós del monestir es va crear la vila de Sant Joan. Al principi els vilatans vivien dispersos en masos i al voltant de l'església parroquial de Sant Pol, al barri conegut com el Raval. Quan la població va augmentar va ser necessària la construcció d'una vila emmurallada de nova planta, actualment anomenada Vila Vella, que es construí a les terres conegudes com el Vinyal a partir del segle xiii. La Vila Vella acollia els gremis medievals, entre els més importants els paraires i tintorers, la plaça Major, centre d'intercanvi comercial, i bells edificis dels quals avui encara queden reminiscències en alguna finestra gòtica o alguna portalada.

### Edat moderna
El final de l'Edat mitjana marca el declivi del poder eclesiàstic en favor del secular. Un fet clau és la secularització de la canònica agustiniana l'any 1592. La comunitat passa a ser una col·legiata i els béns del monestir passen a mans seculars.
A inicis del segle xviii es va realitzar el cambril barroc a l'església de l'antic monestir, tot modificant l'absis romànic anterior.

### Edat contemporània

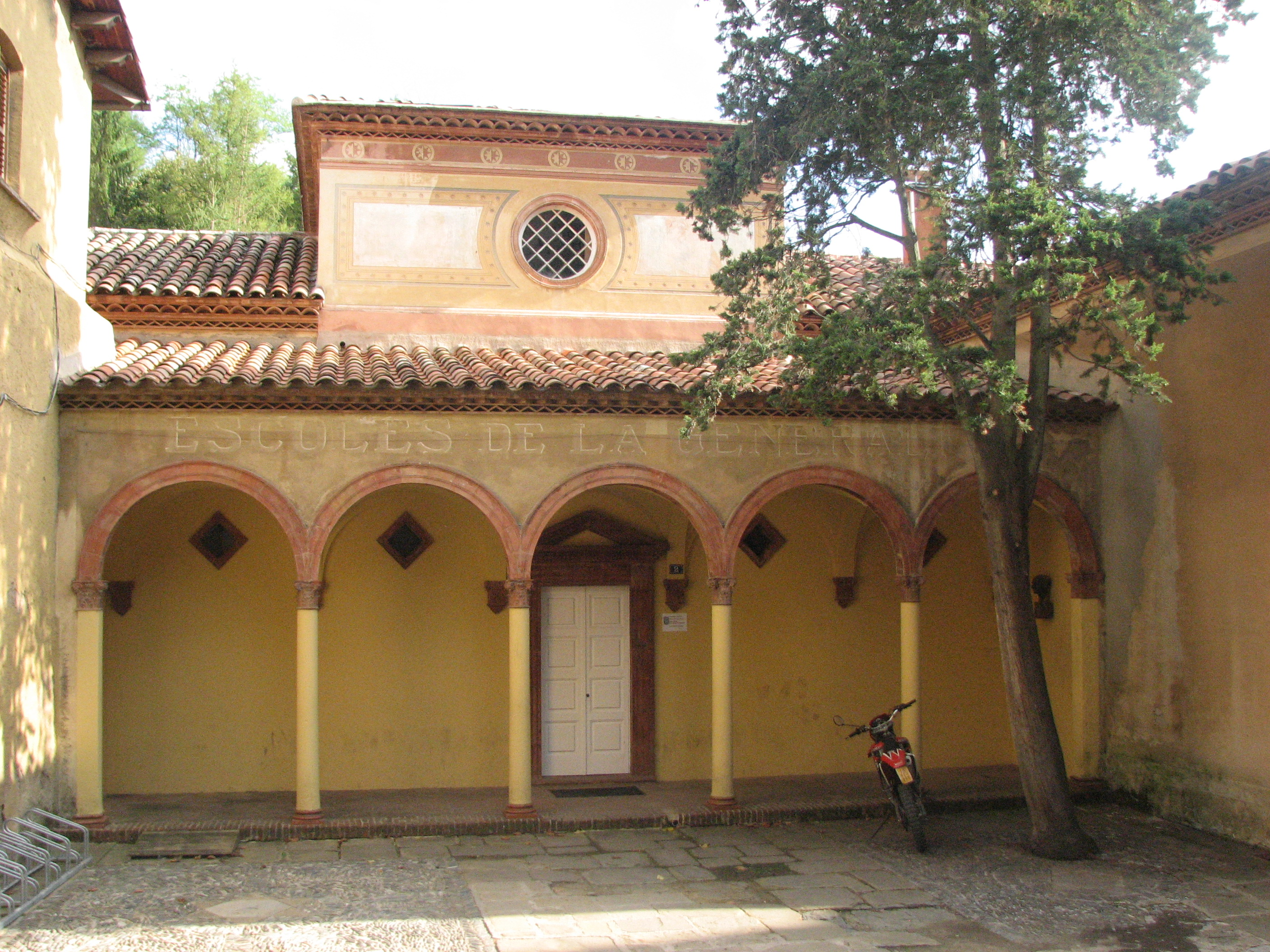
Antiga escola "Abadessa Emma" de les Germanes Carmelites.

L'Edat Contemporània marca la població amb importants conflictes bèl·lics però també portarà la modernització i dinamització de la població.
Durant la Guerra del Francès la població va ser ocupada diverses vegades i patí l'esforç de guerra amb els homes i recursos que calgué aportar. Les tropes napoleòniques entraren a la vila l'11 de juny de 1794, fet que provocà diverses baixes.
Durant la tercera guerra carlina els carlins restauraren oficialment la Diputació General de Catalunya l'1 d'octubre de 1874. En fou declarat President el general Rafael Tristany i Parera, que jurà els furs a Olot, i aquest seria seguit després per Francesc Savalls. La restitució de la Diputació General de Catalunya es va aconseguir gràcies al decret que el pretendent carlí Carles VII havia signat el 26 de juliol de 1874 on confirmava la promesa de restauració de les antigues llibertats de Catalunya. La seu de la Diputació va quedar establerta provisionalment a Sant Joan de les Abadesses, des d'on es publicà el Boletín Oficial del Principado de Cataluña des de desembre de 1874 a març de 1875.
A mitjan segle xix es comencen a explotar les mines de carbó d'Ogassa, la qual cosa incità la construcció de la línia de ferrocarril entre Barcelona i Sant Joan, inaugurada el 17 d'octubre de 1880. Aquest fet accelerà la industrialització de la vila i el creixement de la seva població. Com moltes altres poblacions riberenques del Ter, a Sant Joan de les Abadesses s'hi construïren diverses fàbriques i colònies industrials tèxtils que aprofitaven la força de l'energia hidràulica per a fer funcionar la maquinària.
Durant el període de la Guerra Civil espanyola el municipi passà a anomenar-se Puig-Alt de Ter. Durant la retirada republicana molts soldats i gent anònima passaren per la vila. Per altra banda l'exèrcit republicà en retirada destruí els ponts i l'estació de tren per tal de cobrir la seva retirada. Després de la guerra la indústria es recuperà i diversificà, afavorint un desenvolupament econòmic que permeté un major benestar a la població.

## Economia

### Sectors econòmics
El sector que crea més ocupació és la indústria amb 47% de la població activa, seguit del sector servies amb un 45%, segons dades de 2018. El sector primari l'any 2009 hi havia 50 explotacions que comptaven amb una superfície agrícola total de 1.658 ha, majoritàriament de pastures, i es dedicaven sobretot a la ramaderia porcina, bovina i ovina.
Al pas del segle xx i el segle xxi la indústria ha perdut pes, especialment pel tancament d'empreses del sector tèxtil. El sector serveis i turístic s'ha desenvolupat més en els darrers anys. Així actualment el municipi compta amb 3 establiments hotelers, 1 alberg, 1 càmping i múltiples cases de turisme rural i habitatges d'ús turístic.

### Transports

#### Xarxa viària
El municipi és travessat per la N-260, que connecta a l'est amb la Garrotxa a través del túnel de Collabós i a l'oest amb Ripoll tot seguint la vall del Ter. És origen de la GIV-5211 que arriba fins al municipi d'Ogassa i de la GI-521 que enllaça al sud-est amb el terme de Riudaura.

#### Transport públic
Hi ha un servei regular d'autobusos servit per la companyia TEISA, amb una línia que connecta diversos municipis de la comarca des de Setcases fins a Campdevànol i enllaçant amb Ripoll i Camprodon. Així mateix fan parada a Sant Joan els autobusos amb destinació a Barcelona i Girona, entre d'altres. L'estació de tren més propera és a Ripoll, fent possible l'enllaç amb el bus, on passa la Línia 3 de Rodalies de Catalunya (amb inici a l'Hospitalet de Llobregat i final a la Tor de Querol, passant per Barcelona, Vic o Puigcerdà).

## Cultura i lleure

### Llocs d'interès
La vila antiga queda dividida en dos nuclis pel passeig del Comte Guifré: a l'est centrat per la plaça Major i a l'oest on s'ubica el monestir. El patrimoni arquitectònic de la vila és variat, destaca el medieval i algunes cases pairals, edificacions modernistes i industrials, com la Colònia Espona o el Molí Petit; també les dues escoles, de les Germanes Carmelites i del Mestre Andreu. A més del Vell disposa de diversos ponts: el de la Plana, el Nou i el de les Mentides, que creua un torrent als afores de la vila. Entre altres monuments s'hi troben:
- Monestir de Sant Joan de les Abadesses

Fundat pel comte Guifré el Pilós a la darreria del segle ix, l'església que es conserva avui en dia és del segle xii i es tracta d'un dels principals exemples del romànic a Catalunya.
- Església de Sant Pol

Dedicada a sant Joan i sant Pau, va ser edificada el segle xii com a parròquia del Raval, el primer nucli urbà format a redós del monestir, i ampliada en època barroca. El terratrèmol de 1428 i successives destruccions bèl·liques només respectaren la capçalera i l'immafront; el seu estat és idoni per a copsar mètodes constructius de l'arquitectura romànica. El timpà que adornava la portada es conserva al museu del monestir.
- Pont Vell

D'estil gòtic, pren forma d'esquena d'ase rebaixada força simètrica. Creua la llera del Ter amb un gran ull que s'obre al centre i altres de diverses mides el flanquegen. Originalment va ser construït el segle xii per ordres de l'abat Berenguer Arnau. Va ser destruït durant la retirada republicana del 1939. La reconstrucció la va dirigir l'arquitecte Pons Sorolla i es va acabar el 1976.
- Palau de l'Abadia

És un monument històric i Bé Cultural d'Interès Nacional que antigament formava part de les estances del monestir. Es va construir al segle xiv i va ser ampliat per l'Abat Arnau de Vilalba al segle xv. Actualment s'hi ubica el centre d'interpretació del Mite del Comte Arnau i l'oficina de turisme de la població.
- Vila Vella

Vila de nova planta construïda a partir del segle xiii; avui en dia es conserven l'estructura dels carrers, la plaça Major porticada i algunes cases del segle xvii.
- Restes de la muralla medieval

Fragments de les fortificacions de la vila, es conserven dues torres, un tram del mur defensiu i diverses sageteres.
- Ruta del Ferro i del Carbó

La Ruta del Ferro i del Carbó és una via verda que aprofita l'antic traçat de la via del tren, dins el nucli urbà queda associada a una zona verda i serveis de restauració i allotjament. Té un recorregut de 12 km des de Ripoll a Sant Joan i té un desnivell mitjà de l'1%, amb un grau de dificultat baix i apte per a tots els públics.
- Ecomuseu del Molí Petit

Centre d'Interpretació dels Molins Hidràulics i l'Ecosistema Fluvial ubicat en una antiga farinera.
- Font de la plaça Anselm Clavé

Aquesta plaça fou urbanitzada per Jeroni Martorell vers el 1920. La font ornamental és obra de Josep Camps i està coronada per una estàtua que probablement representa el Comte Arnau.
- Monument a la Sardana

Obra de l'escultor santjoaní Francesc Fajula, s'ubica a l'església de Sant Pol.
- Al cementiri hi ha la tomba de Raimon Casellas, que morí al poble.

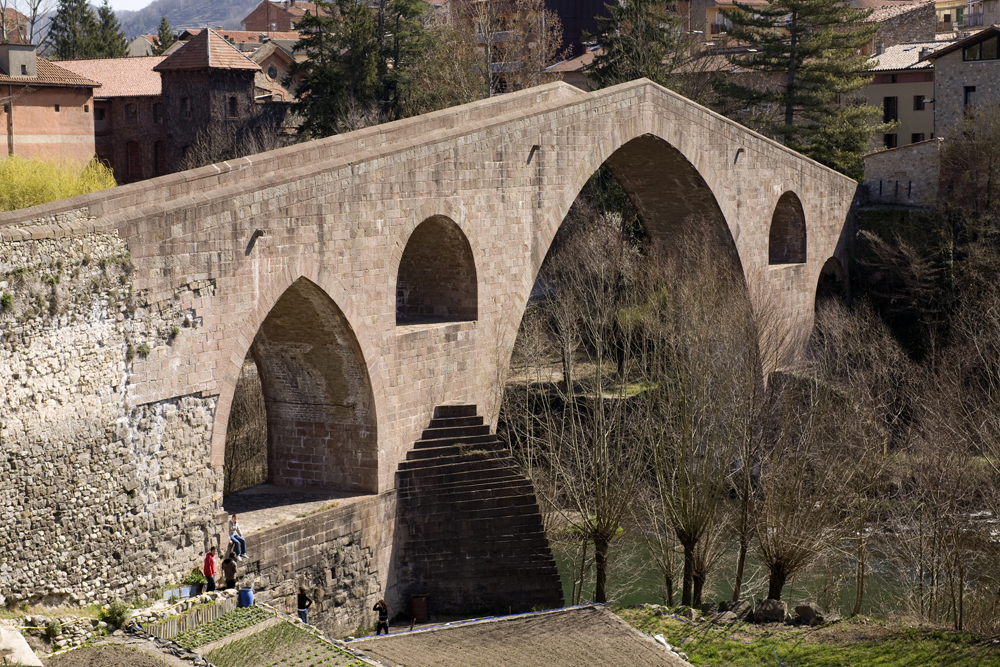
Pont Vell sobre el riu Ter
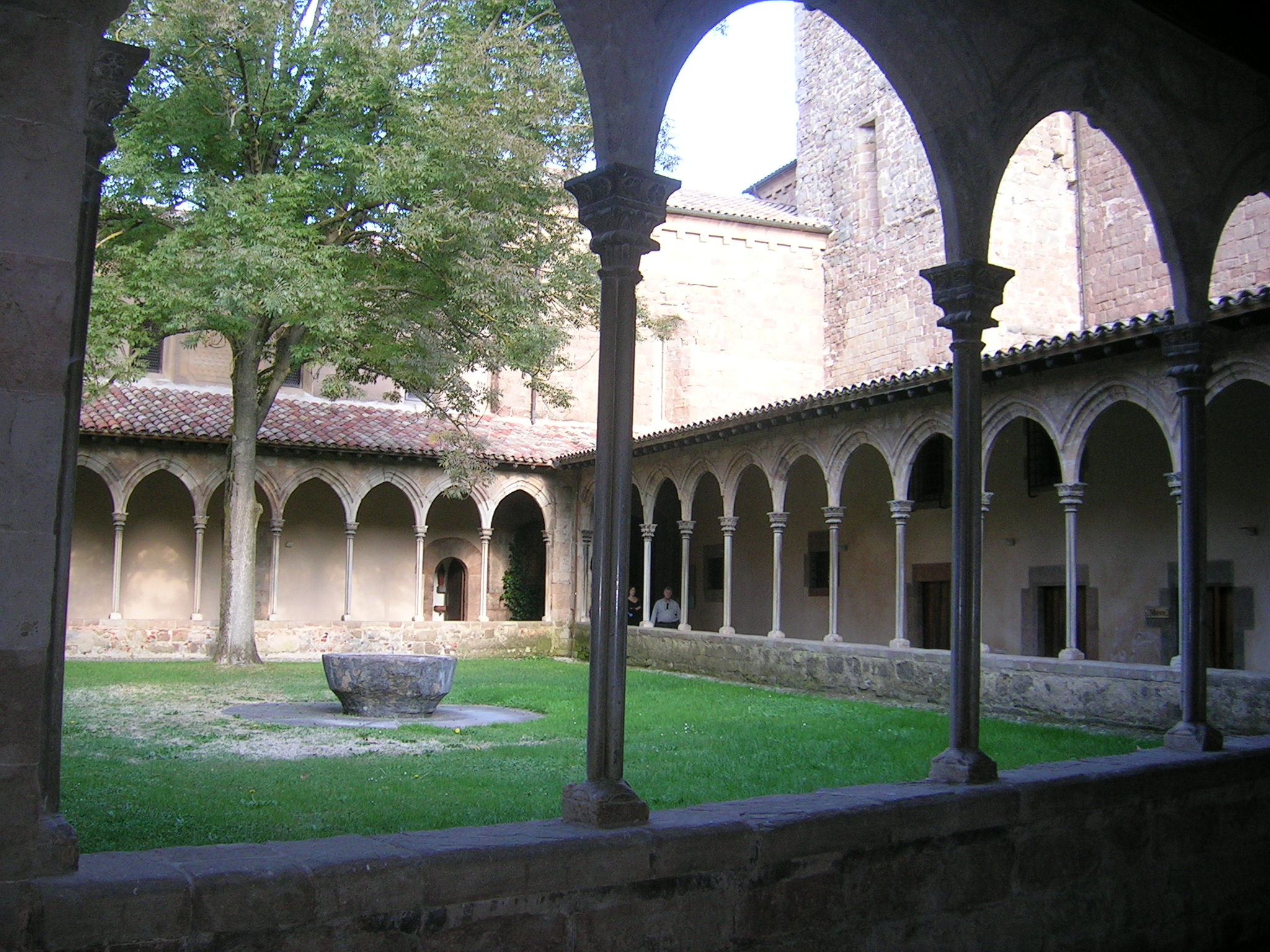
Claustre gòtic del Monestir de Sant Joan
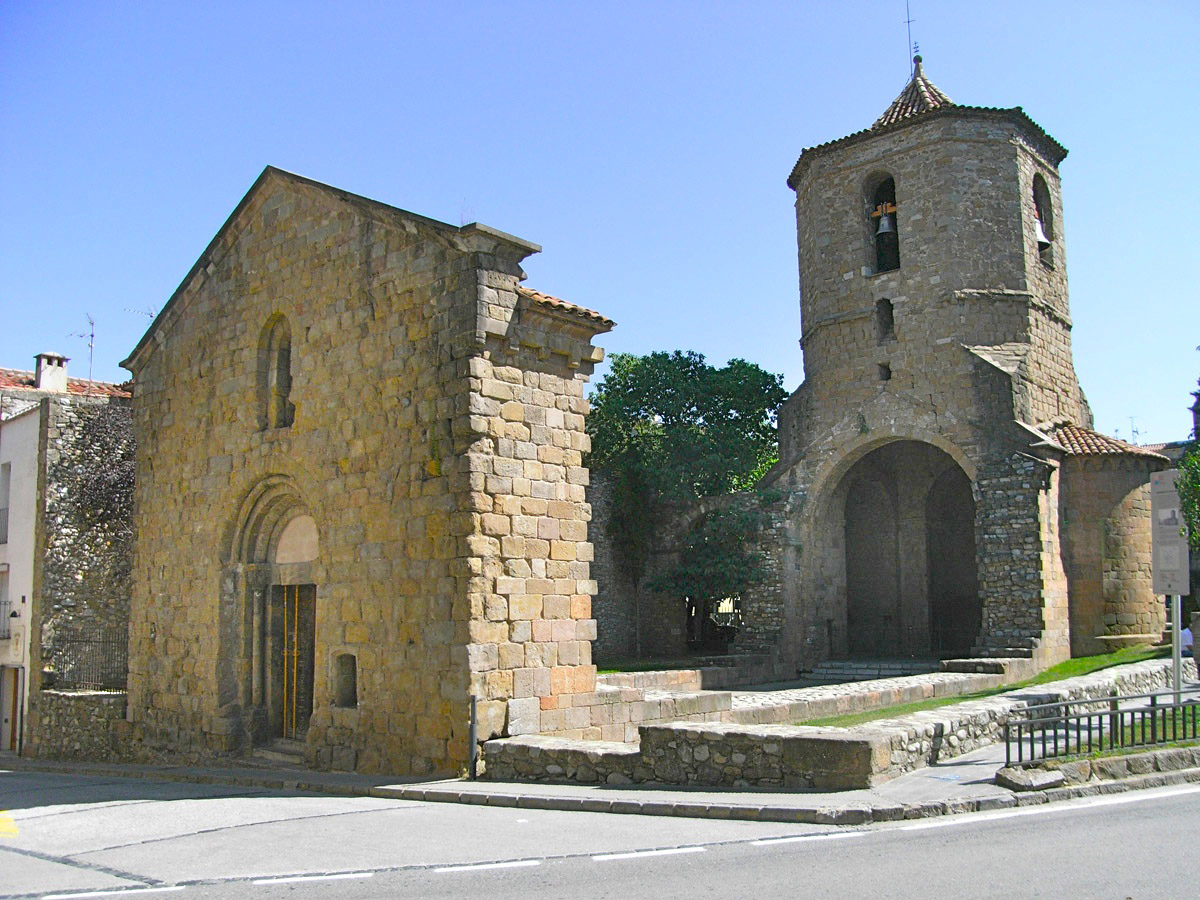
Església romànica de Sant Pol
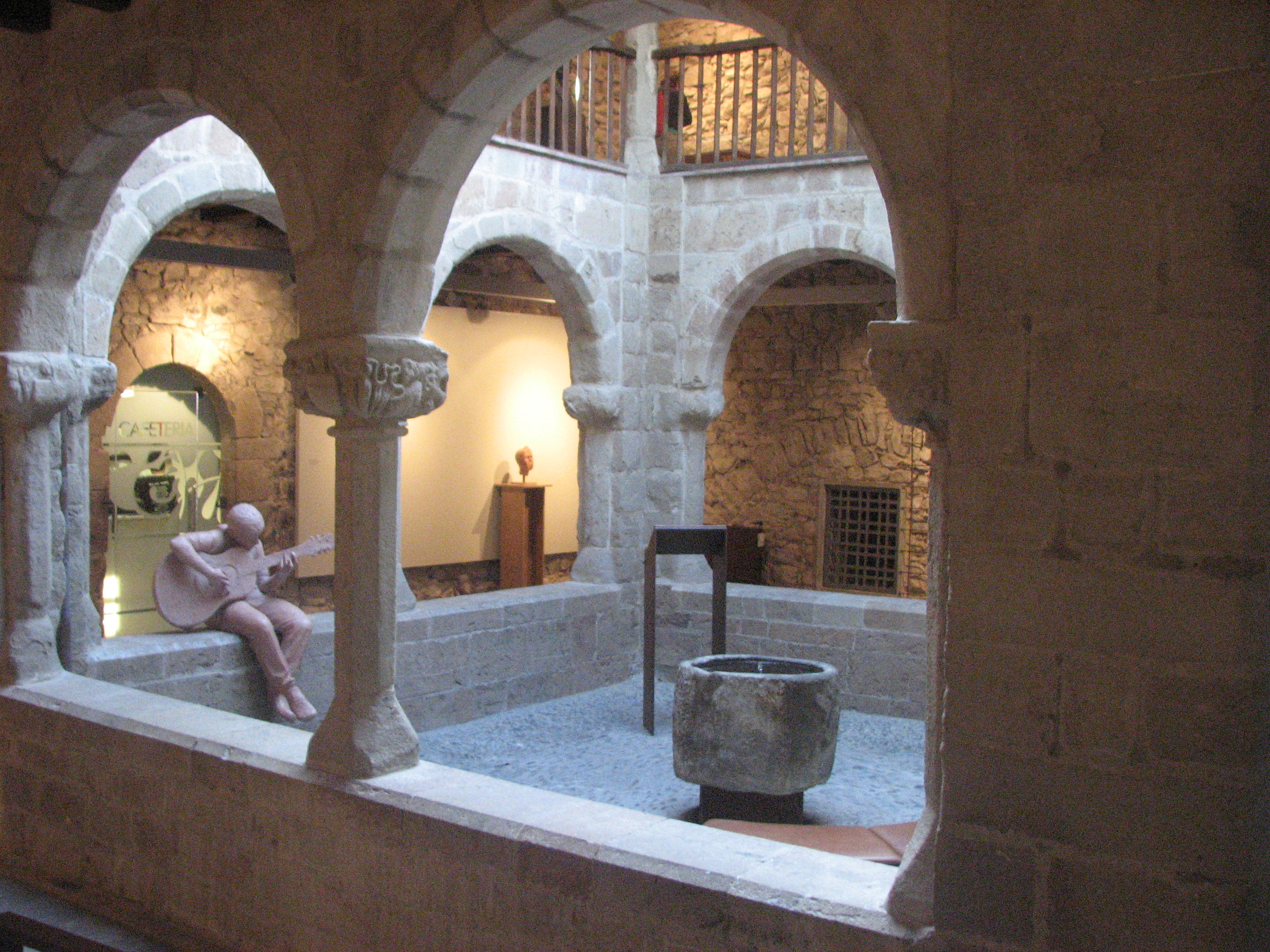
Claustre del Palau de l'Abadia
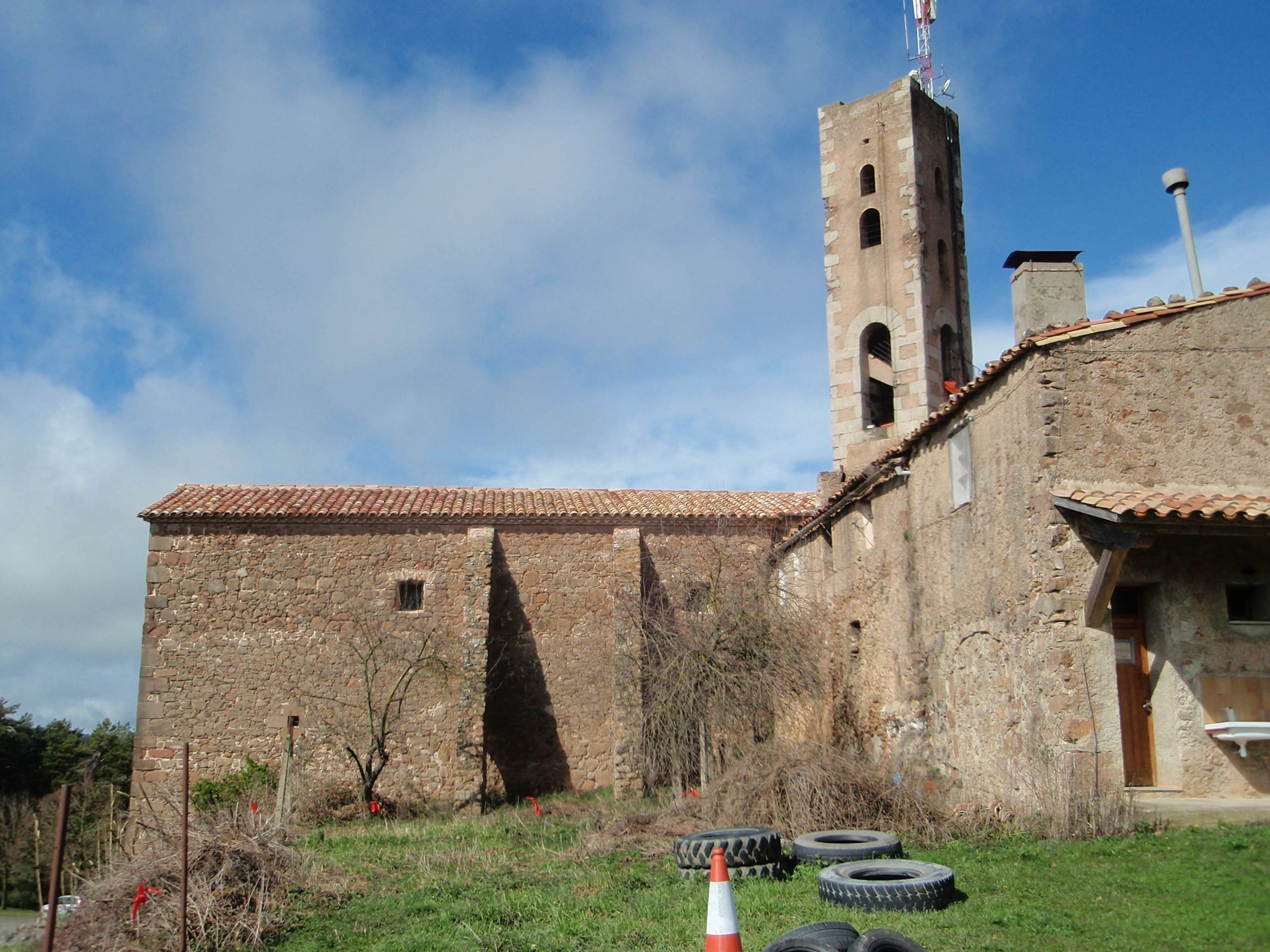
Campanar-atalaia de l'ermita de Sant Antoni
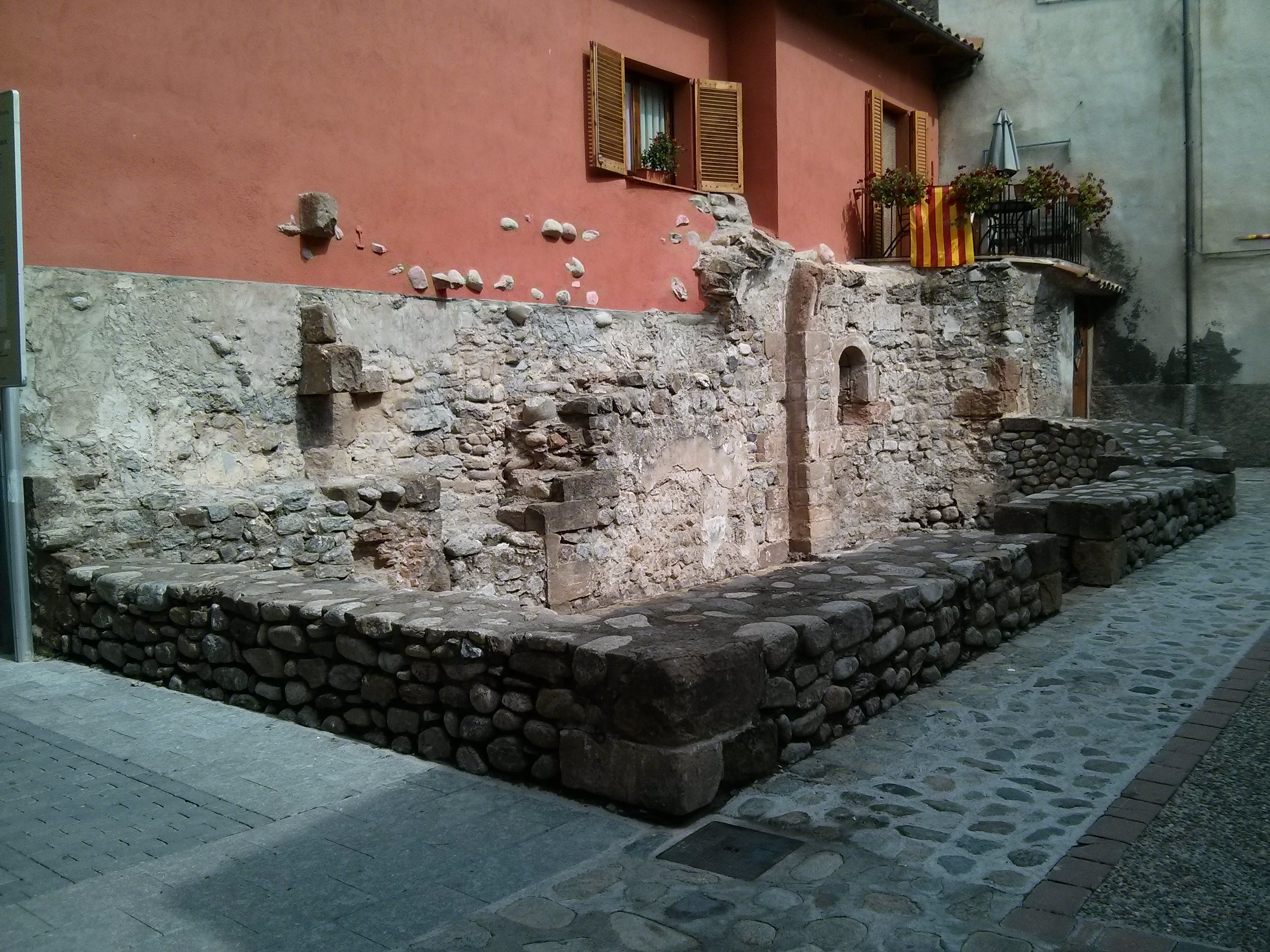
Capella en ruïnes de Sant Miquel de la Infermeria
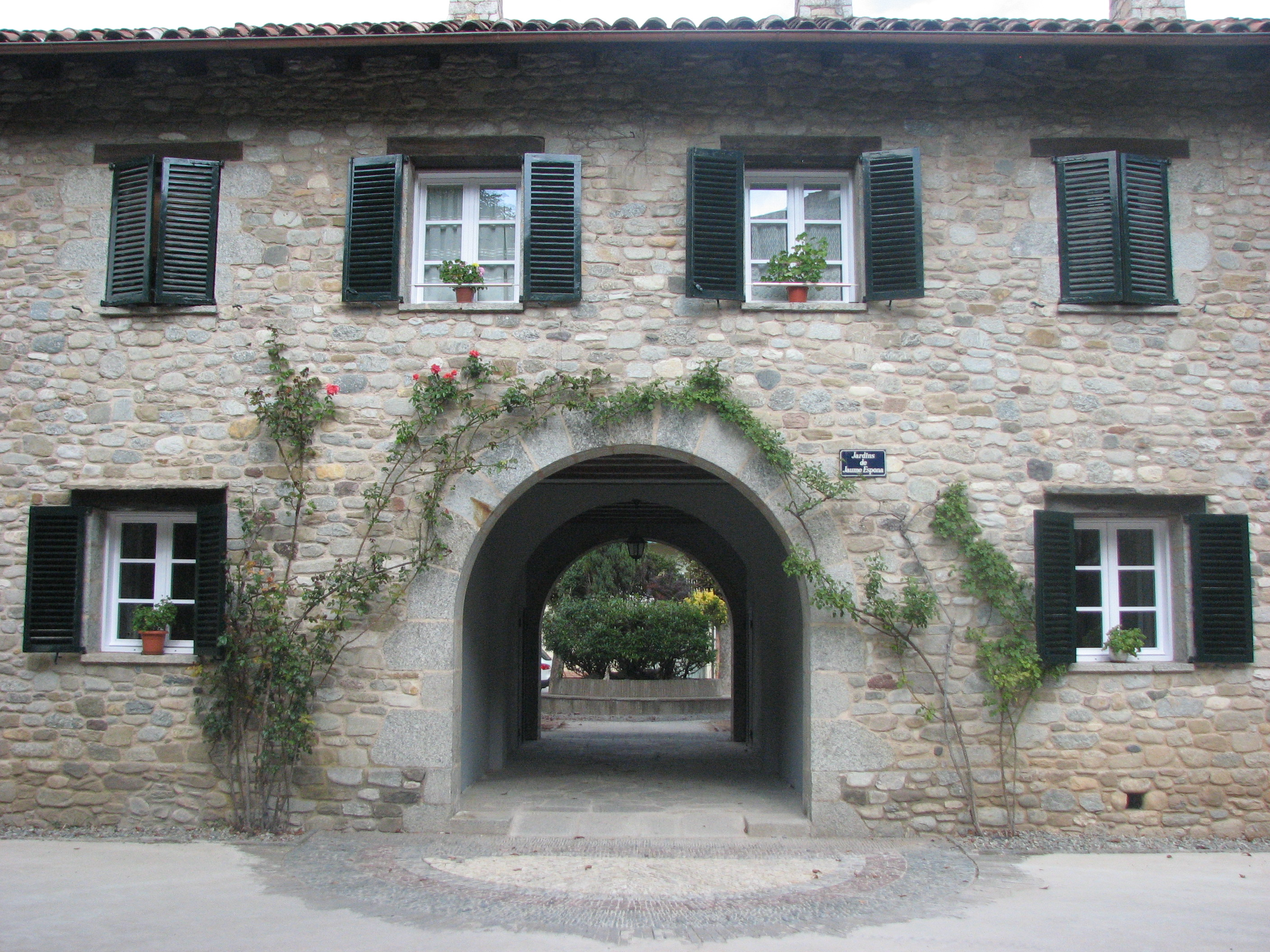
Entrada de la Colònia Espona

### Festes, fires i tradicions
- Festa Major

Se celebra el segon diumenge de setembre, s'hi celebren actes tradicionals com el Ball dels Pabordes.
- Cicle cultural del Comte Arnau

Es realitza cada agost i s'hi poden trobar espectacles de teatre, dansa i música tradicional; així com visites guiades teatralitzades.
- Fira de Sant Isidre

Se sol fer el cap de setmana més pròxim a l'1 de maig, i el dia 15 de maig, dia de Sant Isidre, patró dels pagesos. Entre altres activitats hi ha la mostra de bestiar, un esmorzar popular o el mercat de productes artesanals.
- Mercat setmanal

Es realitza cada diumenge al matí, s'ubica al passeig Comte Guifré.
- Clownia

Festival de música organitzat pel grup Txarango a Sant Joan des del 2014. Es realitza a final de juny o als primers dies de juliol. A part dels concerts compta amb activitats obertes, familiars i de difusió sobre justícia social, solidaritat, sostenibilitat, etc.
- Festa mexicana de "El Grito"

Des de l'any 2005 la vila celebra la Festa del Grito, una diada per commemorar la Independència de Mèxic. Se celebra el dissabte més proper al 16 de setembre (dia del "Grito de Dolores"), inclou diverses activitats, una fira de productes d'artesania i alimentació mexicana, conferències, exposicions, tallers infantils, actuacions musicals i balls tradicionals, mariatxis i, evidentment, "El Grito de Independencia" a càrrec del/la cònsol general de Mèxic a Barcelona.

## Dades municipals
| Període     | Alcalde o alcaldessa                          | Partit polític | Data de possessió | Observacions |
| ----------- | --------------------------------------------- | -------------- | ----------------- | ------------ |
| 1979–1983   | Pere Picart Folcra                            | CIU            | 19/04/1979        | --           |
| 1983–1987   | Josep Bassagaña Bosch                         | Independents   | 28/05/1983        | --           |
| 1987–1991   | Lluís Grabulosa Vila                          | CIU            | 30/06/1987        | --           |
| 1991–1995   | Gerard Costa Albrich                          | CIU            | 15/06/1991        | --           |
| 1995–1999   | Josep Bassagaña Bosch                         | PSC            | 17/06/1995        | --           |
| 1999–2003   | Carles Bassagaña Serra                        | ERC            | 03/07/1999        | --           |
| 2003–2007   | Carles Bassagaña Serra / Elisabet Regué Pujol | ERC            | 14/06/2003        | --           |
| 2007–2011   | Ramon Roqué Riu                               | PSC            | 16/06/2007        | --           |
| 2011–2015   | Ramon Roqué Riu                               | PSC            | 11/06/2011        | --           |
| 2015–2019   | Ramon Roqué Riu                               | MES            | 13/06/2015        | --           |
| 2019-2023   | Ramon Roqué Riu                               | MES            | 15/06/2019        | --           |
| Des de 2023 | Ramon Roqué Riu                               | MES            | 17/06/2023        | --           |

### Símbols
El símbol de l'escut i bandera del municipi és l'àguila que es relaciona amb Sant Joan Evangelista. Generalment es representa amb l'àguila de color negre sobre fons blanc. Aquest escut fou primer emprat pel monestir de Sant Joan i més tard adoptat pel mateix municipi. El format actual de l'escut no respecta l'heràldica tradicional, ja que és rodó.

### Demografia
Sant Joan de les Abadesses és el segon municipi en població de la comarca del Ripollès, tot i això les dades demogràfiques mostren una davallada continuada del nombre d'habitants en els darrers anys.
| Entitat de població        | Habitants (2024) |
| Sant Joan de les Abadesses | 3.105            |
| Comafreda                  | 83               |
| Solei Avall                | 51               |
| Solei Amunt                | 46               |
| Baga Avall                 | 38               |
| Baga Amunt                 | 32               |
| la Colònia Llaudet         | 14               |
| Can Martí Toralles         | 4                |
| la Colònia Jordana         | 0                |
| Font: Idescat              |                  |

| 1497 f | 1515 f | 1553 f | 1717  | 1787  | 1857  | 1877  | 1887  | 1900  | 1910  |
| ------ | ------ | ------ | ----- | ----- | ----- | ----- | ----- | ----- | ----- |
| 168    | 105    | 84     | 1.159 | 1.857 | 2.153 | 2.210 | 2.645 | 2.995 | 3.649 |

| 1920  | 1930  | 1940  | 1950  | 1960  | 1970  | 1981  | 1990  | 1992  | 1994  |
| ----- | ----- | ----- | ----- | ----- | ----- | ----- | ----- | ----- | ----- |
| 3.524 | 3.924 | 3.215 | 3.905 | 4.099 | 4.102 | 4.241 | 3.964 | 3.881 | 3.881 |

| 1996  | 1998  | 2000  | 2002  | 2004  | 2006  | 2008  | 2010  | 2012  | 2014  |
| ----- | ----- | ----- | ----- | ----- | ----- | ----- | ----- | ----- | ----- |
| 3.794 | 3.734 | 3.672 | 3.655 | 3.597 | 3.565 | 3.589 | 3.529 | 3.469 | 3.413 |

| 2016  | 2018  | 2020  | 2022  | 2024  | 2026 | 2028 | 2030 | 2032 | 2034 |
| ----- | ----- | ----- | ----- | ----- | ---- | ---- | ---- | ---- | ---- |
| 3.342 | 3.224 | 3.224 | 3.274 | 3.375 | -    | -    | -    | -    | -    |

### Relació d'alcaldes democràtics
Des de les primeres eleccions democràtiques el 1979, Sant Joan de les Abadesses ha tingut els següents alcaldes i alcaldessa:
- Pere Picart i Folcrà (1979 - 1983) - CiU
- Josep Bassaganya (1983 - 1987) (1995 - 1999) - UPM i PSC
- Lluís Grabulosa i Vila (1987 -1991) - CiU
- Gerard Costa i Albrich (1991 - 1995) - CiU
- Carles Bassaganya (1999 - 2006) - ERC
- Elisabet Regué (2006 - 2007) - ERC
- Ramon Roqué (2007 - actualment) - PSC i MES (des del 2015)

### Fills il·lustres
- Jaume Espona i Brunet, industrial, col·leccionista i mecenes català
- Jaume Nunó i Roca, compositor de la música de l'himne de Mèxic
- Joan Baptista Bertran, escriptor
- Ramon Cotrina, escriptor, traductor i sociòleg
- Mossèn Josep Esteve, escriptor[31]
- Josep Nono (1776-1845) compositor.
- Pau Parassols i Pi (1824-1902) sacerdot, historiador i escriptor.

El compositor i historiador mexicà Salvador Moreno Manzano (Orizaba, 1916 - Ciutat de Mèxic, 1999), establert a Barcelona, va organitzar el 1968 el primer homenatge a Jaume Nunó i es vinculà a la vila: hi residí, hi donà la seva biblioteca i reposa al Cementiri Municipal del poble.

### Àmbit associatiu
| Entitats culturals | Entitats esportives |
| --- | --- |
| - Grup Esplai Somnis - Jovent Actiu Santjoaní - Associació Catòlica de Pares de Família - Agrupació Sardanista - SAT - Secció d'estudis medievals - Casal Espurna - Associació PRIM Music - Comissió Municipal de Festes | - C.E. Abadessenc - Societat de Caça "El Pirineu" - Unió Excursionista de Sant Joan - Moto Club Abadesses - Club Piscines i Esports Abadessenc - Societat de Pesca El Pirineo - Penya Blau-Grana - Club Triatló Sant Joan de les Abadesses - Club Petanca Abadessenc - Slot Sant Joan - Penya Perica |
| Altres agrupacions | Associacions de veïns |
| - AMPA IE Sant Joan de les Abadesses - Associació de Jubilats i Pensionistes - Unió de Botiguers - SAT Sant Antoni de la Miranda - Fundació Oncolliga de Girona - Junta Local AECC- Catalunya Contra el Càncer - Associació de Donants de Sang - ERC Sant Joan de les Abadesses - JERC Sant Joan de les Abadesses - MES - Unió Democràtica de Catalunya - Convergència - CUP | - Associació de Veïns de la Vila Vella |